# Tour de France 2010
Tour de France 2010 var den 97. udgave af Tour de France, og blev kørt fra 3. til 25. juli.
Løbet startede med en 8,9 km prolog i Rotterdam, Holland. Næste etape startede også i Rotterdam og gik videre til Belgien. Det er femte gang Tour de France er i Holland, forrige gang var i 2006. Tredje etape afsluttes med en del af de samme brostenspartier som bruges under Paris-Roubaix.
Løbet indeholdt 23 bjergpas, 2 mere end i 2008, og tre af etaperne havde målstreg på bjergtoppe. Col du Tourmalet, som er en af de mest brugte bjergpas i Tour de France, blev besøgt hele to gange i årets løb. På den 16. etape til Pau kørte rytterne over bjerget og på den 17. etape var der målstreg på toppen.
11 nye byer blev start- eller målbyer i årets løb.
Alberto Contador vandt løbet for tredje gang efter en tæt duel med Andy Schleck (som vandt ungdomskonkurrencen), mens Denis Mensjov tog tredjepladsen. Imidlertid blev Contador mistænkt for anvendelse af doping, og 6. februar 2012 faldt dommen ved sportsdomstolen CAS, der bekræftede mistanken og idømte Contador to års karantæne med virkning fra datoen for indlevering af den positive dopingprøve, 21. juli 2010. Dommen fratog ham sejren ved Touren 2010, der i stedet blev tildelt Andy Schleck.
Mark Cavendish tog fem etapesejre, men han fik alligevel ikke nok point til at vinde pointtrøjen. Thor Hushovd havde trøjen flest dage, men det var Alessandro Petacchi som endte med den grønne trøje. Han tog også to etapesejre, i lighed med Fabian Cancellara, Andy Schleck og Sylvain Chavanel.

## Holdene
Følgende 22 hold er inviteret til at deltage i Tour de France 2010:
| - Ag2r-La Mondiale - Astana Pro Team - Caisse d'Epargne - Cofidis - Euskaltel-Euskadi - Française des Jeux | - Footon-Servetto-Fuji - Garmin-Transitions - Team Katusha - Lampre-Farnese Vini - Liquigas-Doimo - Omega Pharma-Lotto | - Quick Step - Rabobank - Team HTC-Columbia - Team Milram - Team RadioShack - Team Saxo Bank | - Team Sky - Bbox Bouygues Telecom - BMC Racing Team - Cervélo TestTeam |

## Ryttere
Det er med 198 ryttere fra 31 nationer. George Hincapie og Christophe Moreau stiller til start for 15. gang, mens Jeremy Hunt (36) og Michael Barry (34) er blandt debutanterne i Tour de France-sammenhæng.
| Nationer                                                                                   | Antal ryttere |
| ------------------------------------------------------------------------------------------ | ------------- |
| Frankrig                                                                                   | 35            |
| Spanien                                                                                    | 32            |
| Italien                                                                                    | 17            |
| Tyskland                                                                                   | 15            |
| Belgien                                                                                    | 13            |
| Australien                                                                                 | 11            |
| Holland, Storbritannien, USA                                                               | 8             |
| Rusland                                                                                    | 6             |
| Danmark, Schweiz                                                                           | 5             |
| Slovenien                                                                                  | 4             |
| Hviderusland, Kasakhstan, Portugal, Ukraine, Østrig                                        | 3             |
| Canada, Luxembourg, Norge                                                                  | 2             |
| Estland, Irland, Japan, Litauen, Moldova, New Zealand, Polen, Sverige, Sydafrika, Tjekkiet | 1             |
| Totalt                                                                                     | 198           |

## Etaper
| Etape     | Dato     | Start               | Mål                       | Km       | Type          | Type          | Etapevinder               | Den gule trøje          |
| --------- | -------- | ------------------- | ------------------------- | -------- | ------------- | ------------- | ------------------------- | ----------------------- |
| Prolog    | 3. juli  | Rotterdam           | Rotterdam                 | 8,9      | Prolog        | Prolog        | Fabian Cancellara (SAX)   | Fabian Cancellara (SAX) |
| 1. etape  | 4. juli  | Rotterdam           | Bruxelles                 | 223,5    | Flad etape    | Flad etape    | Alessandro Petacchi (LAM) | Fabian Cancellara (SAX) |
| 2. etape  | 5. juli  | Bruxelles           | Spa                       | 201      | Kuperet etape | Kuperet etape | Sylvain Chavanel (QST)    | Sylvain Chavanel (QST)  |
| 3. etape  | 6. juli  | Wanze               | Arenberg Porte du Hainaut | 213      | Flad etape    | Flad etape    | Thor Hushovd (CTT)        | Fabian Cancellara (SAX) |
| 4. etape  | 7. juli  | Cambrai             | Reims                     | 153,5    | Flad etape    | Flad etape    | Alessandro Petacchi (LAM) | Fabian Cancellara (SAX) |
| 5. etape  | 8. juli  | Épernay             | Montargis                 | 187,5    | Flad etape    | Flad etape    | Mark Cavendish (THR)      | Fabian Cancellara (SAX) |
| 6. etape  | 9. juli  | Montargis           | Gueugnon                  | 227,5    | Flad etape    | Flad etape    | Mark Cavendish (THR)      | Fabian Cancellara (SAX) |
| 7. etape  | 10. juli | Tournus             | Station des Rousses       | 165,5    | Kuperet etape | Kuperet etape | Sylvain Chavanel (QST)    | Sylvain Chavanel (QST)  |
| 8. etape  | 11. juli | Station des Rousses | Morzine-Avoriaz           | 189      | Bjergetape    | Bjergetape    | Andy Schleck (SAX)        | Cadel Evans (BMC)       |
| H         | 12. juli | Hviledag            | Hviledag                  | Hviledag | Hviledag      | Hviledag      | Hviledag                  | Hviledag                |
| 9. etape  | 13. juli | Morzine-Avoriaz     | Saint-Jean-de-Maurienne   | 204,5    | Bjergetape    | Bjergetape    | Sandy Casar (FDJ)         | Andy Schleck (SAX)      |
| 10. etape | 14. juli | Chambéry            | Gap                       | 179      | Kuperet etape | Kuperet etape | Sérgio Paulinho (RSH)     | Andy Schleck (SAX)      |
| 11. etape | 15. juli | Sisteron            | Bourg lès Valence         | 184,5    | Flad etape    | Flad etape    | Mark Cavendish (THR)      | Andy Schleck (SAX)      |
| 12. etape | 16. juli | Bourg-de-Péage      | Mende                     | 210,5    | Kuperet etape | Kuperet etape | Joaquim Rodríguez (KAT)   | Andy Schleck (SAX)      |
| 13. etape | 17. juli | Rodez               | Revel                     | 196      | Flad etape    | Flad etape    | Aleksandr Vinokurov (AST) | Andy Schleck (SAX)      |
| 14. etape | 18. juli | Revel               | Ax 3 Domaines             | 184,5    | Bjergetape    | Bjergetape    | Christophe Riblon (ALM)   | Andy Schleck (SAX)      |
| 15. etape | 19. juli | Pamiers             | Bagnères-de-Luchon        | 187,5    | Bjergetape    | Bjergetape    | Thomas Voeckler (BTL)     | Alberto Contador (AST)  |
| 16. etape | 20. juli | Bagnères-de-Luchon  | Pau                       | 199,5    | Bjergetape    | Bjergetape    | Pierrick Fédrigo (BTL)    | Alberto Contador (AST)  |
| H         | 21. juli | Hviledag            | Hviledag                  | Hviledag | Hviledag      | Hviledag      | Hviledag                  | Hviledag                |
| 17. etape | 22. juli | Pau                 | Col du Tourmalet          | 174      | Bjergetape    | Bjergetape    | Andy Schleck (SAX)        | Alberto Contador (AST)  |
| 18. etape | 23. juli | Salies-De-Béarn     | Bordeaux                  | 198      | Flad etape    | Flad etape    | Mark Cavendish (THR)      | Alberto Contador (AST)  |
| 19. etape | 24. juli | Bordeaux            | Pauillac                  | 52       | Enkeltstart   | Enkeltstart   | Fabian Cancellara (SAX)   | Alberto Contador (AST)  |
| 20. etape | 25. juli | Longjumeau          | Paris Champs-Élysées      | 102,5    | Flad etape    | Flad etape    | Mark Cavendish (THR)      | Alberto Contador (AST)  |
|           |          |                     | Totalt                    | 3.641,4  |               |               |                           |                         |

20 Etaper + 1 Prolog (9 Flade etaper, 4 kuperede etaper, 6 Bjergetaper deriblandt 3 med mål opad, samt 1 enkeltstart)
3D gennemgang af etaperne kan ses på youtube 

## Trøjernes fordeling gennem løbet
| Etape  | Vinder              | Gule førertrøje Maillot jaune | Prikkede bjergtrøje Maillot à pois rouges | Grønne pointtrøje Maillot vert | Hvide ungdomstrøje Maillot blanc | Holdkonkurrence Classement par équipe | Angrebskonkurrence Prix de combativité |
| ------ | ------------------- | ----------------------------- | ----------------------------------------- | ------------------------------ | -------------------------------- | ------------------------------------- | -------------------------------------- |
| Prolog | Fabian Cancellara   | Fabian Cancellara             | ikke uddelt                               | Fabian Cancellara              | Tony Martin                      | Team RadioShack                       | ikke uddelt (prolog)                   |
| 1      | Alessandro Petacchi | Fabian Cancellara             | ikke uddelt                               | Alessandro Petacchi            | Tony Martin                      | Team RadioShack                       | Maarten Wijnants                       |
| 2      | Sylvain Chavanel    | Sylvain Chavanel              | Jérôme Pineau                             | Sylvain Chavanel               | Tony Martin                      | Quick Step                            | Sylvain Chavanel                       |
| 3      | Thor Hushovd        | Fabian Cancellara             | Jérôme Pineau                             | Thor Hushovd                   | Geraint Thomas                   | Team Saxo Bank                        | Ryder Hesjedal                         |
| 4      | Alessandro Petacchi | Fabian Cancellara             | Jérôme Pineau                             | Thor Hushovd                   | Geraint Thomas                   | Team Saxo Bank                        | Dimitri Champion                       |
| 5      | Mark Cavendish      | Fabian Cancellara             | Jérôme Pineau                             | Thor Hushovd                   | Geraint Thomas                   | Team Saxo Bank                        | José Iván Gutiérrez                    |
| 6      | Mark Cavendish      | Fabian Cancellara             | Jérôme Pineau                             | Thor Hushovd                   | Geraint Thomas                   | Team Saxo Bank                        | Mathieu Perget                         |
| 7      | Sylvain Chavanel    | Sylvain Chavanel              | Jérôme Pineau                             | Thor Hushovd                   | Andy Schleck                     | Astana Pro Team                       | Jérôme Pineau                          |
| 8      | Andy Schleck        | Cadel Evans                   | Jérôme Pineau                             | Thor Hushovd                   | Andy Schleck                     | Rabobank                              | Mario Aerts                            |
| 9      | Sandy Casar         | Andy Schleck                  | Anthony Charteau                          | Thor Hushovd                   | Andy Schleck                     | Caisse d'Epargne                      | Luis León Sánchez                      |
| 10     | Sérgio Paulinho     | Andy Schleck                  | Jérôme Pineau                             | Thor Hushovd                   | Andy Schleck                     | Caisse d'Epargne                      | Mario Aerts                            |
| 11     | Mark Cavendish      | Andy Schleck                  | Jérôme Pineau                             | Alessandro Petacchi            | Andy Schleck                     | Caisse d'Epargne                      | Stéphane Auge                          |
| 12     | Joaquim Rodríguez   | Andy Schleck                  | Anthony Charteau                          | Thor Hushovd                   | Andy Schleck                     | Team RadioShack                       | Aleksandr Vinokurov                    |
| 13     | Aleksandr Vinokurov | Andy Schleck                  | Anthony Charteau                          | Alessandro Petacchi            | Andy Schleck                     | Team RadioShack                       | Juan Antonio Flecha                    |
| 14     | Christophe Riblon   | Andy Schleck                  | Anthony Charteau                          | Alessandro Petacchi            | Andy Schleck                     | Caisse d'Epargne                      | Christophe Riblon                      |
| 15     | Thomas Voeckler     | Alberto Contador              | Anthony Charteau                          | Alessandro Petacchi            | Andy Schleck                     | Team RadioShack                       | Thomas Voeckler                        |
| 16     | Pierrick Fédrigo    | Alberto Contador              | Anthony Charteau                          | Thor Hushovd                   | Andy Schleck                     | Team RadioShack                       | Carlos Barredo                         |
| 17     | Andy Schleck        | Alberto Contador              | Anthony Charteau                          | Thor Hushovd                   | Andy Schleck                     | Team RadioShack                       | Aleksandr Kolobnev                     |
| 18     | Mark Cavendish      | Alberto Contador              | Anthony Charteau                          | Alessandro Petacchi            | Andy Schleck                     | Team RadioShack                       | Daniel Oss                             |
| 19     | Fabian Cancellara   | Alberto Contador              | Anthony Charteau                          | Alessandro Petacchi            | Andy Schleck                     | Team RadioShack                       | ikke uddelt (enkeltstart)              |
| 20     | Mark Cavendish      | Alberto Contador              | Anthony Charteau                          | Alessandro Petacchi            | Andy Schleck                     | Team RadioShack                       | ikke uddelt                            |
| Samlet | Samlet              | Andy Schleck                  | Anthony Charteau                          | Alessandro Petacchi            | Andy Schleck                     | Team RadioShack                       | Sylvain Chavanel                       |

Trøjebærere når en rytter fører to eller flere konkurrencer
- På 1. etape bar David Millar den grønne pointtrøje, da de 2 ryttere foran ham i konkurrencen, Fabian Cancellara og Tony Martin, bar henholdsvis den gule førertrøje og den hvide ungdomstrøje.

## Stillinger
|   | Rytter                      | Hold               | Tid      |
| - | --------------------------- | ------------------ | -------- |
| - | Alberto Contador (ESP)      | Astana Pro Team    | 91:58.48 |
| 1 | Andy Schleck (LUX)          | Team Saxo Bank     | +0.39    |
| 2 | Denis Menchov (RUS)         | Rabobank           | +2.01    |
| 3 | Samuel Sánchez (ESP)        | Euskaltel-Euskadi  | +3.40    |
| 4 | Jurgen Van Den Broeck (BEL) | Omega Pharma-Lotto | +6.54    |
| 5 | Robert Gesink (NED)         | Rabobank           | +9.31    |
| 6 | Ryder Hesjedal (CAN)        | Garmin-Transitions | +10.15   |
| 7 | Joaquim Rodríguez (ESP)     | Team Katusha       | +11.37   |
| 8 | Roman Kreuziger (CZE)       | Liquigas-Doimo     | +11.54   |
| 9 | Christopher Horner (USA)    | Team RadioShack    | +12.02   |

|    | Rytter                  | Hold                  | Point |
| -- | ----------------------- | --------------------- | ----- |
| 1  | Anthony Charteau (FRA)  | Bbox Bouygues Telecom | 143   |
| 2  | Christophe Moreau (FRA) | Caisse d'Epargne      | 128   |
| 3  | Andy Schleck (LUX)      | Team Saxo Bank        | 116   |
| 4  | Alberto Contador (ESP)  | Astana Pro Team       | 112   |
| 5  | Damiano Cunego (ITA)    | Lampre-Farnese Vini   | 99    |
| 6  | Samuel Sánchez (ESP)    | Euskaltel-Euskadi     | 96    |
| 7  | Sandy Casar (FRA)       | Française des Jeux    | 93    |
| 8  | Jérôme Pineau (FRA)     | Quick Step            | 92    |
| 9  | Thomas Voeckler (FRA)   | Bbox Bouygues Telecom | 82    |
| 10 | Pierrick Fédrigo (FRA)  | Bbox Bouygues Telecom | 72    |

|    | Rytter                     | Hold                  | Point |
| -- | -------------------------- | --------------------- | ----- |
| 1  | Alessandro Petacchi (ITA)  | Lampre-Farnese Vini   | 243   |
| 2  | Mark Cavendish (GBR)       | Team HTC-Columbia     | 232   |
| 3  | Thor Hushovd (NOR)         | Cervélo TestTeam      | 222   |
| 4  | José Joaquín Rojas (ESP)   | Caisse d'Epargne      | 179   |
| 5  | Robbie McEwen (AUS)        | Team Katusha          | 179   |
| 6  | Edvald Boasson Hagen (NOR) | Team Sky              | 161   |
| 7  | Sébastien Turgot (FRA)     | Bbox Bouygues Telecom | 135   |
| 8  | Gerald Ciolek (GER)        | Team Milram           | 126   |
| 9  | Jürgen Roelandts (BEL)     | Omega Pharma-Lotto    | 124   |
| 10 | Lloyd Mondory (FRA)        | Ag2r-La Mondiale      | 119   |

|    | Rytter                   | Hold                  | Tid      |
| -- | ------------------------ | --------------------- | -------- |
| 1  | Andy Schleck (LUX)       | Team Saxo Bank        | 91:59.27 |
| 2  | Robert Gesink (NED)      | Rabobank              | +8.52    |
| 3  | Roman Kreuziger (CZE)    | Liquigas-Doimo        | +11.15   |
| 4  | Julien El Fares (FRA)    | Cofidis               | +52.43   |
| 5  | Cyril Gautier (FRA)      | Bbox Bouygues Telecom | +1:24.33 |
| 6  | Jakob Fuglsang (DEN)     | Team Saxo Bank        | +1:37.53 |
| 7  | Rafael Valls (ESP)       | Footon-Servetto-Fuji  | +1:41.48 |
| 8  | Pierre Rolland (FRA)     | Bbox Bouygues Telecom | +1:46.03 |
| 9  | Geraint Thomas (GBR)     | Team Sky              | +1:59.26 |
| 10 | José Joaquín Rojas (ESP) | Caisse d'Epargne      | +2:01.19 |